# Wisches
Wisches (deutsch Wisch) ist eine französische Gemeinde mit 2073 Einwohnern (Stand 1. Januar 2021) im Département Bas-Rhin in der Region Grand Est (bis 2015 Elsass).

## Lage
Die Gemeinde Wisches liegt im oberen Breuschtal der Vogesen. Zu Wisches gehören die Ortsteile Netzenbach und Hersbach. Angrenzende Gemeinden sind Lutzelhouse  im Norden, Russ im Südosten, Schirmeck im Süden und Grandfontaine im Westen.

## Geschichte
Wisches war Bestandteil des Amts Schirmeck des Fürstbistums Straßburg. Wie viele andere damalige elsässische Territorien des Deutschen Reiches gelangte das Fürstbistum 1648 unter französische Oberhoheit. Seitdem teilt das Dorf die Geschichte Frankreichs beziehungsweise des Elsass.
Ursprünglich gehörte Wisches zum deutschsprachigen Teil des Elsass. Nach der Entvölkerung im Dreißigjährigen Krieg wurde es durch Patois sprechende Menschen wiederbesiedelt, welche im 19. und 20. Jahrhundert zum Französischen wechselten. Die Flurnamen der Gemarkung Wisches gehen teils auf die deutsche, teils auf die französische Sprache zurück.
Der Weiler Wackenbach gehörte bis 1572 zu Wisches und wechselte dann zur Gemeinde Schirmeck.

## Bevölkerungsentwicklung
| Jahr                       | 1962 | 1968 | 1975 | 1982 | 1990 | 1999 | 2006 | 2013 | 2021 |
| Einwohner                  | 1702 | 1794 | 1867 | 1719 | 1655 | 2017 | 2147 | 2121 | 2073 |
| Quellen: Cassini und INSEE |      |      |      |      |      |      |      |      |      |

## Sehenswürdigkeiten
- Kirche St. Michael
- Kirche der Unbefleckten Empfängnis im Ortsteil Hersbach
- Friedhofskapelle St-Antoine mit Chorturm aus dem 13. Jahrhundert.

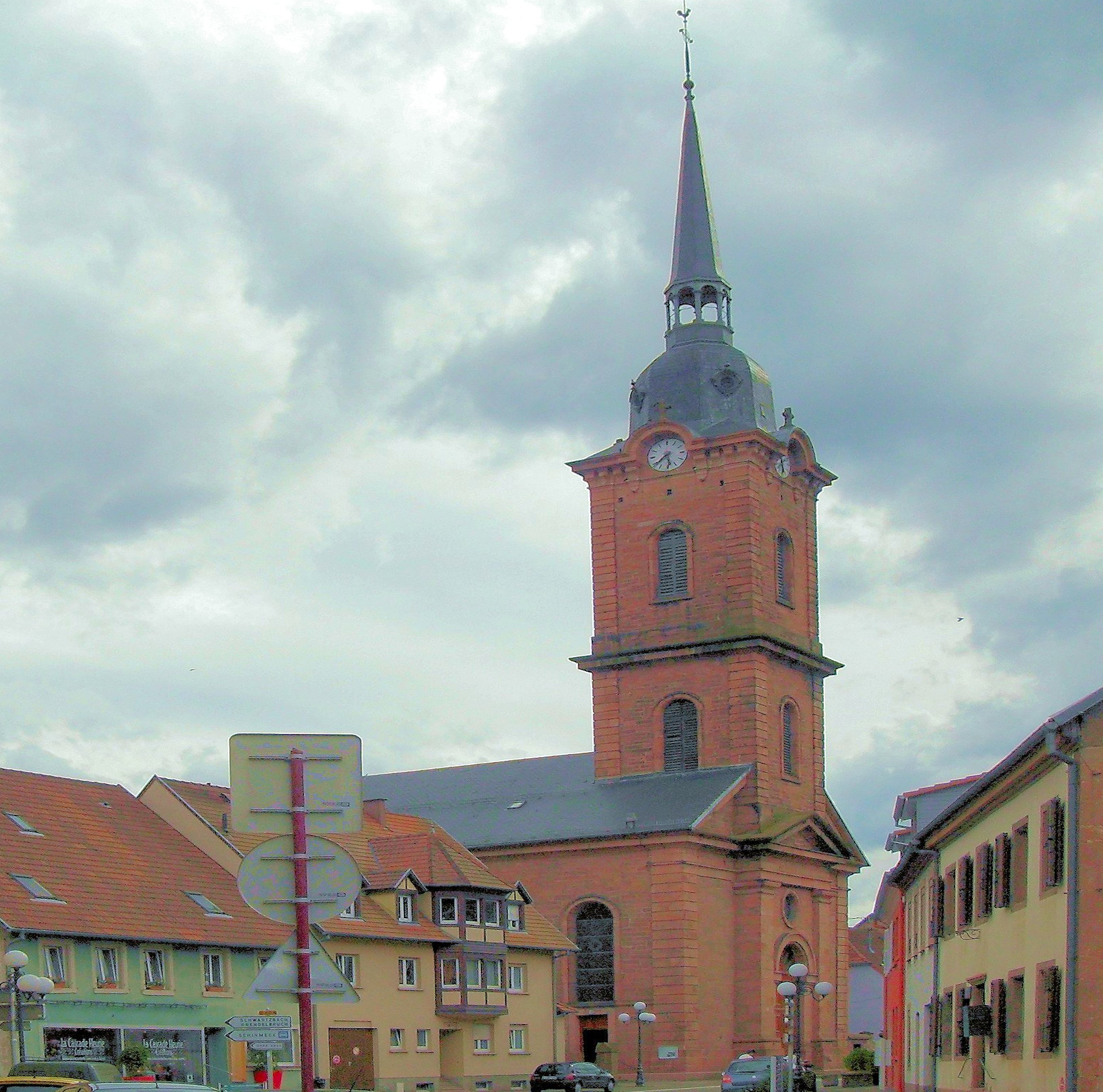
Kirche St. Michael
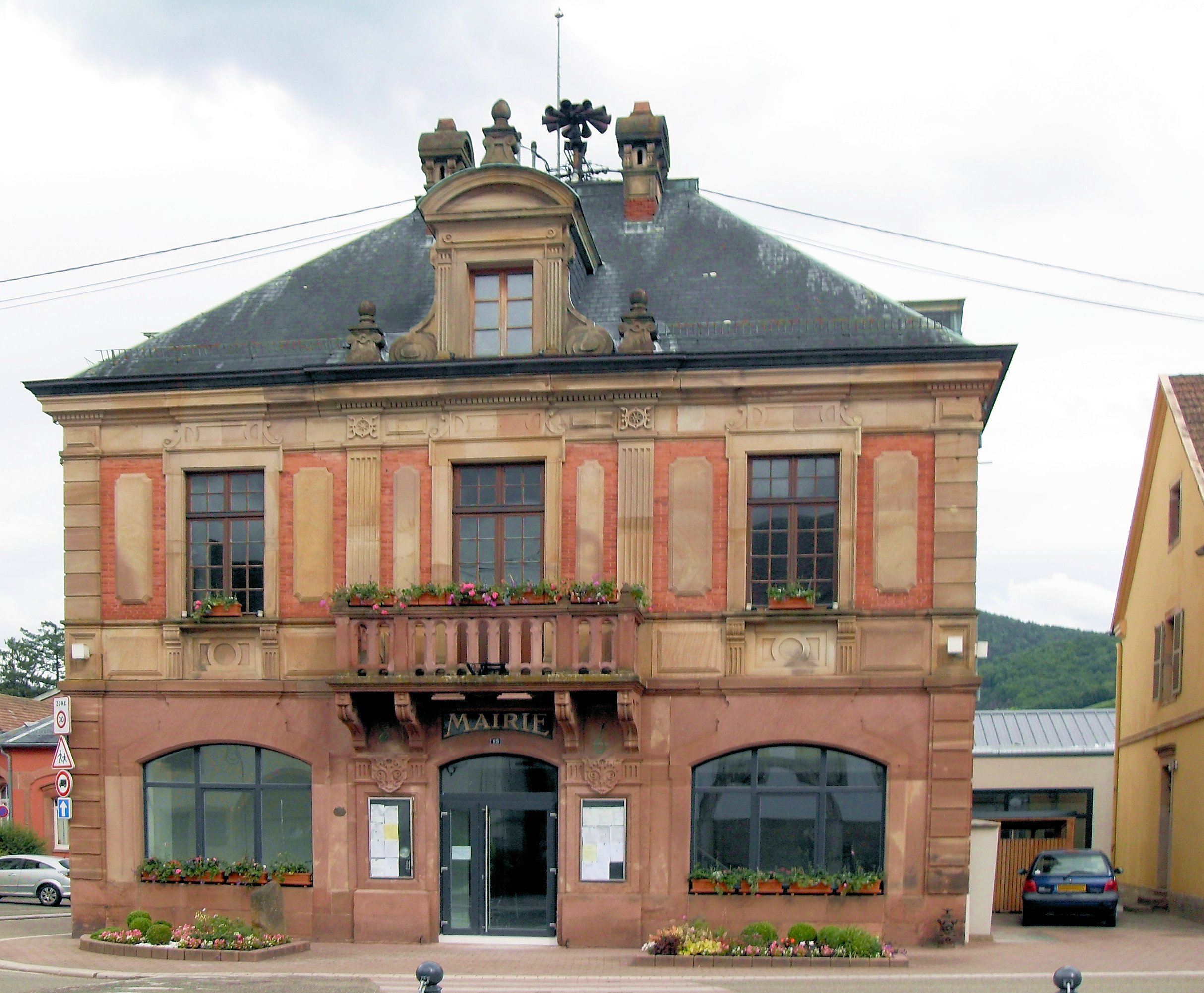
Mairie (Rathaus) Wisches
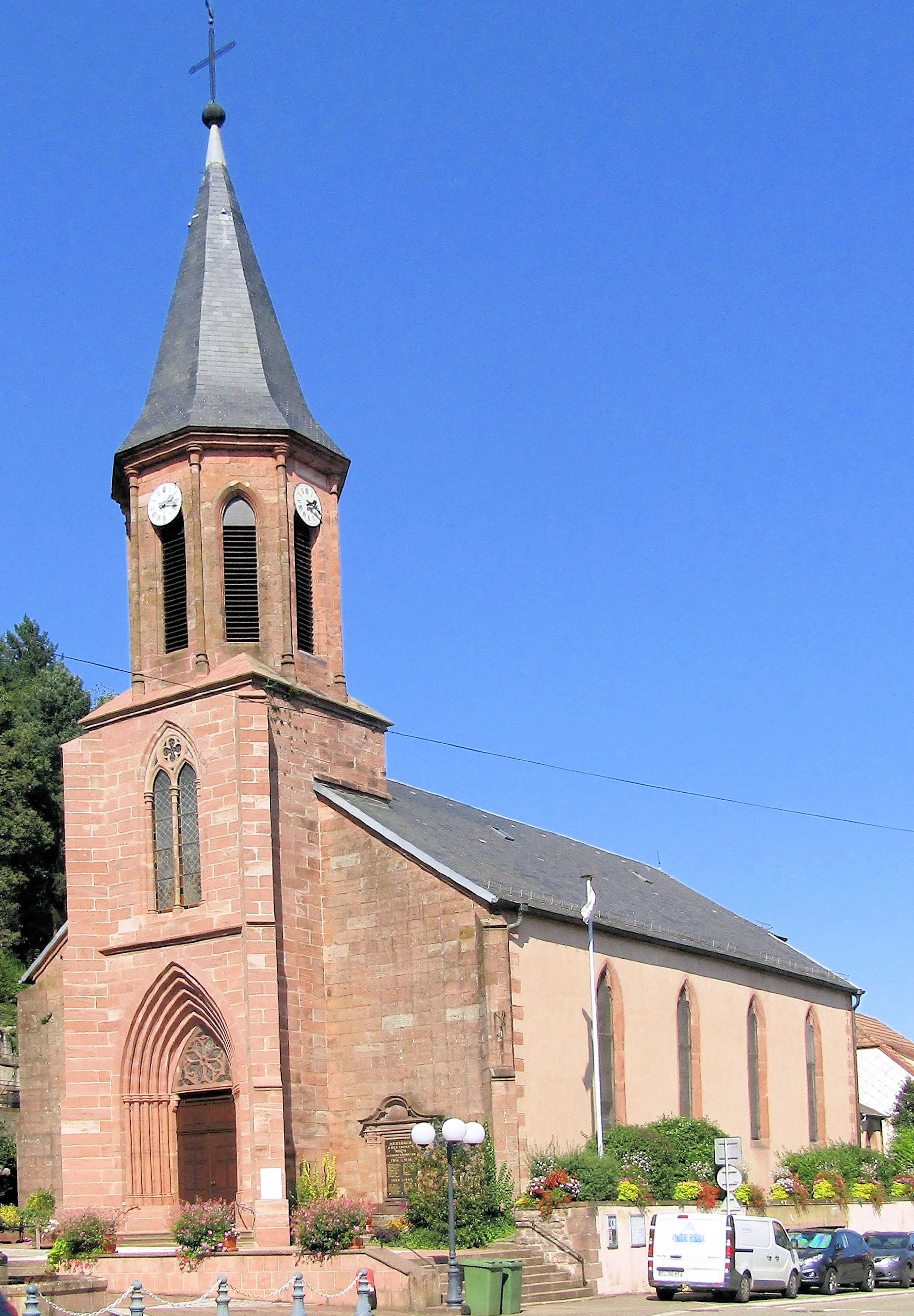
Kirche der Unbefleckten Empfängnis
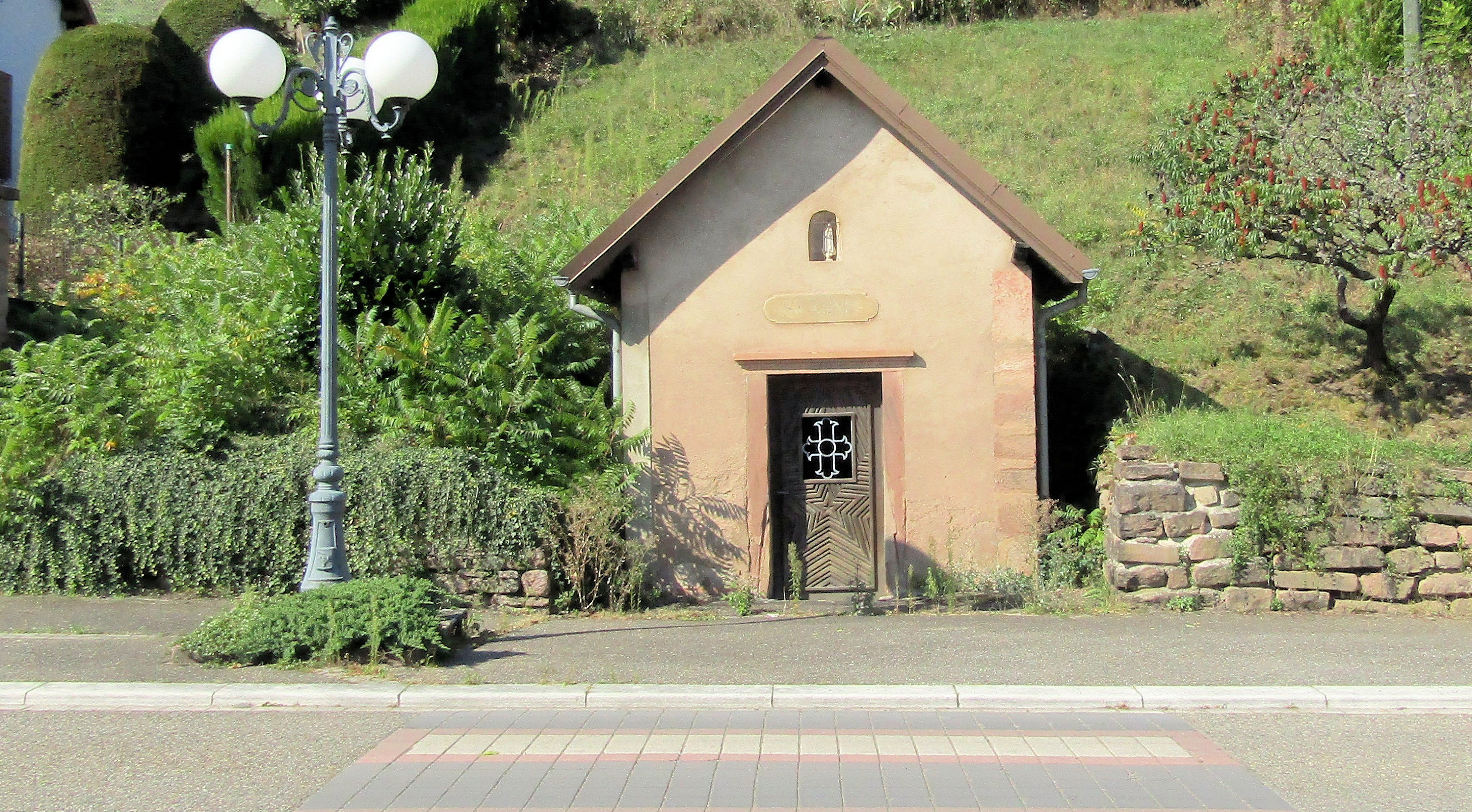
Kapelle St. Anna
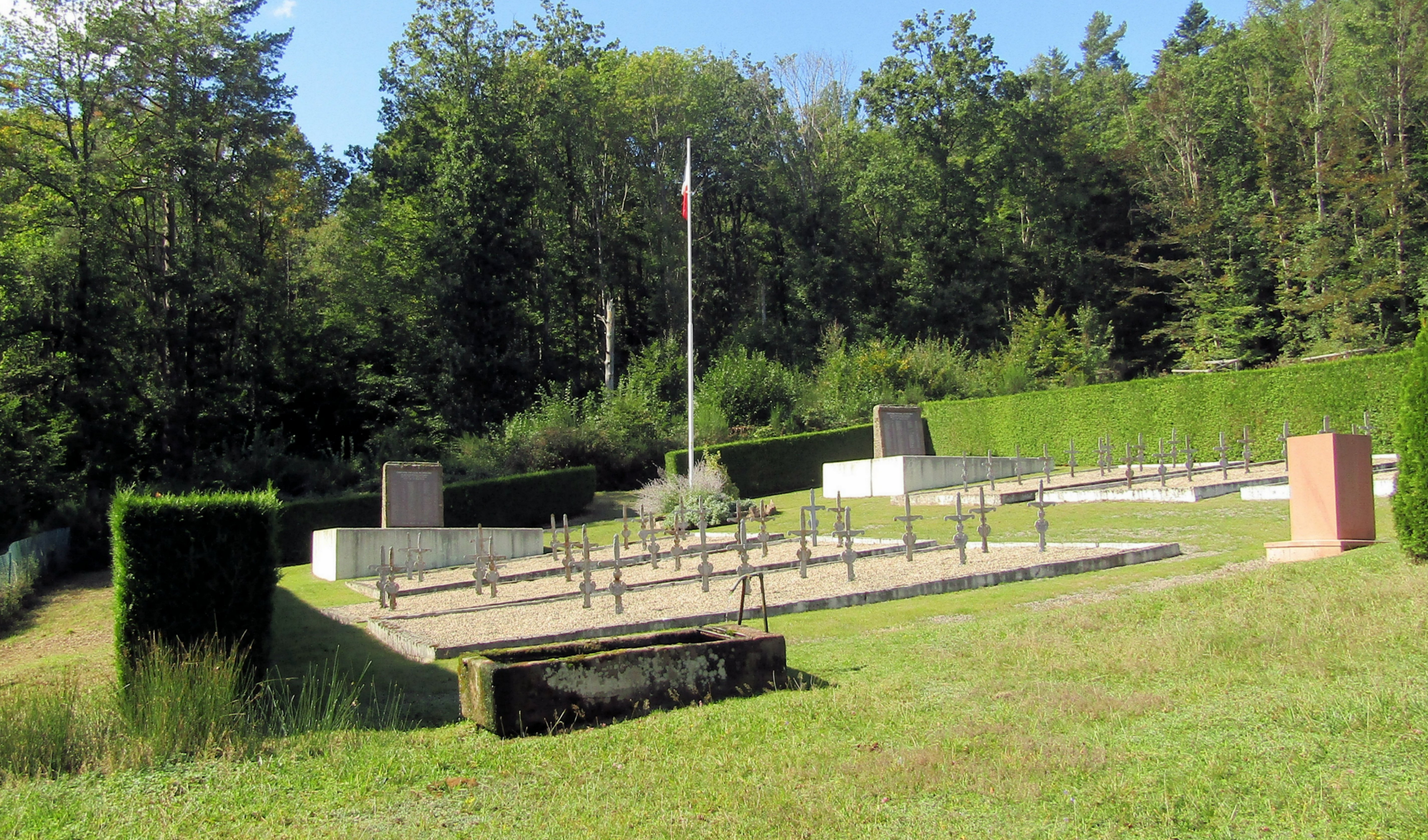
Französischer Soldatenfriedhof des Ersten Weltkrieges

## Partnergemeinden
Seit 1990 besteht eine Gemeindepartnerschaft mit Ahnatal in Hessen sowie mit Boholț in Rumänien.